# David Ray Griffin
David Ray Griffin (Wilbur, 8 agosto 1939 – 26 novembre 2022) è stato un filosofo e scrittore statunitense, professore emerito di filosofia della religione e della teologia.
Insieme a John B. Cobb, Jr., ha fondato il Centro per gli Studi di processo nel 1973, un centro di ricerca di Claremont School of Theology, che mira a promuovere il bene comune attraverso l'approccio relazionale trovato nel processo di pensiero.
Più di recente, Griffin ha pubblicato una serie di libri sul tema degli attentati dell'11 settembre, suggerendo che vi fosse una cospirazione con alcuni elementi del governo degli Stati Uniti.

## Libri pubblicati

### A proposito di Filosofia, Teologia, Religione e Scienza Natura
- A process Christology, Westminster Press, 1973, ISBN 0-664-20978-5
- Process Theology: An Introductory Exposition, con John B. Cobb, Philadelphia: Westminster Press, 1976, ISBN 0-664-24743-1
- John Cobb's Theology in Process, Westminster John Knox Press, 1977, ISBN 0-664-21292-1
- Process and Reality, Free Press; 2nd edition, 1979, ISBN 0-02-934570-7
- Physics and the Ultimate Significance of Time: Bohm, Prigogine and Process Philosophy, State University of New York Press, 1986, ISBN 0-88706-115-X
- The Reenchantment of Science: Postmodern Proposals (Suny Series in Constructive Postmodern Thought), State Univ of New York Press, 1988, ISBN 0-88706-784-0
- Spirituality and Society: Postmodern Visions (Suny Series in Constructive Postmodern Thought), State University of New York Press, 1988, ISBN 0-88706-853-7
- Varieties of Postmodern Theology (Suny Series in Constructive Postmodern Thought), State University of New York Press, 1989, ISBN 0-7914-0050-6
- God and Religion in the Postmodern World: Essays in Postmodern Theology (Constructive Postmodern Thought), State University of New York Press, 1989, ISBN 0-88706-929-0
- Archetypal Process: Self and Divine in Whitehead, Jung, and Hillman, Northwestern University Press, 1990, ISBN 0-8101-0815-1
- Sacred Interconnections: Postmodern Spirituality, Political Economy and Art (SUNY Series in Constructive Postmodern Thought), State University of New York Press, 1990, ISBN 0-7914-0231-2
- Primordial Truth and Postmodern Theology (Suny Series in Constructive Postmodern Thought), State University of New York Press, 1990, ISBN 0-7914-0198-7
- God, Power, and Evil: A Process Theodicy, University Press of America, 1991, ISBN 0-8191-7687-7
- Evil Revisited: Responses and Reconsiderations, State University of New York Press, 1991, ISBN 0-7914-0612-1
- Founders of Constructive Postmodern Philosophy: Peirce, James, Bergson, Whitehead, and Hartshorne (SUNY Series in Constructive Postmodern Thought), State University of New York Press, 1993, ISBN 0-7914-1333-0
- Postmodern Politics for a Planet in Crisis: Policy, Process, and Presidential Vision (SUNY Series in Constructive Postmodern Thought), State University of New York Press, 1993, ISBN 0-7914-1485-X
- Jewish Theology and Process Thought (Suny Series in Constructive Postmodern Thought), State University of New York Press, 1996, ISBN 0-7914-2810-9
- Parapsychology, Philosophy, and Spirituality: A Postmodern Exploration (SUNY Series in Constructive Postmodern Thought), State University of New York Press, 1997, ISBN 0-7914-3315-3
- Reenchantment Without Supernaturalism: A Process Philosophy of Religion (Cornell Studies in the Philosophy of Religion), Cornell University Press, 2000, ISBN 0-8014-3778-4
- Religion and Scientific Naturalism: Overcoming the Conflicts (SUNY Series in Constructive Postmodern Thought), State University of New York Press, 2000, ISBN 0-7914-4563-1
- Process Theology and the Christian Good News: A Response to Classical Free Will Theism in 'Searching for an Adequate God: A Dialogue between Process and Free Will Theists', Cobb and Pinnock (editors), Wm. B. Eerdmans Publishing, 2000, ISBN 0-8028-4739-0
- Two Great Truths: A New Synthesis of Scientific Naturalism and Christian Faith, Westminster John Knox Press, 2004, ISBN 0-664-22773-2
- Deep Religious Pluralism, Westminster John Knox Press, 2005, ISBN 0-664-22914-X
- Whitehead's Radically Different Postmodern Philosophy: An Argument for Its Contemporary Relevance (SUNY Series in Philosophy), State University of New York Press, 2007, ISBN 0-7914-7049-0

### A proposito degli attentati dell'11 settembre
- The New Pearl Harbor: Disturbing Questions About the Bush Administration and 9-11, Olive Branch Press, 2004, ISBN 1-56656-552-9
- The 9/11 Commission Report: Omissions and Distortions, Olive Branch Press, 2004, ISBN 1-56656-584-7
- Christian Faith and the Truth Behind 9/11: A Call to Reflection and Action, Westminster John Knox Press, 2006, ISBN 0-664-23117-9
- The American Empire and the Commonwealth of God: A Political, Economic, Religious Statement, with John B. Cobb, Richard A. Falk and Catherine Keller, Westminster John Knox Press, 2006, ISBN 0-664-23009-1
- 9/11 and American Empire: Intellectuals Speak Out, Vol. 1, editor, with Peter Dale Scott, Olive Branch Press, 2006, ISBN 1-56656-659-2
- Debunking 9/11 Debunking: An Answer to Popular Mechanics and Other Defenders of the Official Conspiracy Theory (Revised & Updated Edition), Olive Branch Press, Paperback: 392 pages, March 2007, ISBN 1-56656-686-X
- 9/11 Contradictions: An Open Letter to Congress and the Press, Interlink Publishing Group, March 2008, ISBN 1-56656-716-5
- New Pearl Harbor Revisited: 9/11, the Cover-up and the Exposé, Olive Branch Press, September 2008, ISBN 1-56656-729-7
- Osama Bin Laden: Dead or Alive?, Olive Branch Press, May 2009, ISBN 1-56656-783-1
- Osama Bin Laden: Dead or Alive?, Arris Books UK, July 2009, ISBN 1-84437-081-X
- The Mysterious Collapse of World Trade Center 7: Why the Final Official Report About 9/11 Is Unscientific and False, Interlink Publishing, September 2009, ISBN 1-56656-786-6
- The Mysterious Collapse of World Trade Center 7: Why the Final Official Report About 9/11 Is Unscientific and False, Interlink Publishing, Arris Books UK, September 2009, ISBN 1-84437-083-6